# Leucoptera (Plantae)
Leucoptera, rod grmova od tri priznate vrste iz porodice glavočika smješten u podtribus Athanasiinae. Tipična je vrsta L. nodosa, ostale dvije su rijetke vrste sukulenata iz polupustinjske regije Karoo

## Vrste
1. Leucoptera nodosa (Thunb.) B.Nord.
2. Leucoptera oppositifolia B.Nord.
3. Leucoptera subcarnosa B.Nord.